# Dumitru Cotescu
Dumitru Cotescu (8. srpnja 1859. – Bukurešt, 1942.) je bio rumunjski general i vojni zapovjednik. Tijekom Prvog svjetskog rata zapovijedao je II. korpusom.

## Vojna karijera
Dumitru Cotescu rođen je 8. srpnja 1859. godine. Obitelj mu potječe iz Cotestija, okrug Vrancea. Od 1882. godine pohađa Vojnu školu za pješaštvo i konjaništvo u Bukureštu koju završava 1884. godine. Čin poručnika dostiže 1882. godine, u čin satnika promaknut je 1884. godine, dok je u čin bojnika unaprijeđen 1891. godine. Pohađa i Ratnu školu u Bukureštu. Godine 1896. promaknut je u čin potpukovnika, dok čin pukovnika dostiže 1900. godine. Svega godinu dana poslije, 1901. godine, unaprijeđen je u čin brigadnog generala. Tijekom karijere zapovijeda raznim jedinicama, te, između ostalog, i 10. pješačkom pukovnijom. U Drugom balkanskom ratu zapovijeda II. korpusom, dok je 1913. godine promaknut je u čin divizijskog generala.

## Prvi svjetski rat
Početak neprijateljstava Rumunjske i Centralnih sila Cotescu dočekuje na položaju zapovjednika II. korpusa. Navedeni korpus koji se sastojao od 3., 4. i 12. divizije, nalazio se u sastavu 2. armije kojom je zapovijedao Alexandru Averescu. Cotescu je II. korpusom zapovijedao do 20. studenog 1916. kada ga na mjestu zapovjednika zamjenjuje Constantin Tanasescu.

## Poslije rata
Dumitru Cotescu preminuo je 1942. godine u Bukureštu. Bio je oženjen s Mariom Tufelcicom s kojom je imao jednog sina i dvije kćeri.